# Arquidiocese de Módena-Nonantola
A Arquidiocese de Módena-Nonantola (Mutinensis-Nonantulana) é uma circunscrição eclesiástica da Igreja Católica na Itália pertencente à Província Eclesiástica de Milão.
Em 2004 contava 455 mil de batizados numa população de 462.000 habitantes. É atualmente governada pelo arcebispo Erio Castellucci.

## Território
A Sé está na cidade de Módena, onde se acha a catedral com a famosíssima Torre della Ghirlandina. Da diocese fazem parte 246 paroquias.

## História
A diocese de Módena foi erguida no século III. Em 1148 papa Eugénio III privou a cidade do poder de Diocese, mas já em 1156 voltou ser diocese.
O rito romano começou no seculo XV, no episcopado de Dom Carlos Boiardo, sob a disposição de papa Eugênio IV.
Em 15 de dezembro 1820 a Abadia nullius de Nonantola foi unida à diocese.
Em 22 de agosto 1855 a diocese foi elevada à categoria de arquidiocese, e em 30 de dezembro 1986 assumiu o nome atual.

## Administração
Bispos do século XX:
| #              | Nome                                              | Período    | Notas                        |
| Arcebispos     | Arcebispos                                        | Arcebispos | Arcebispos                   |
| -------------- | ------------------------------------------------- | ---------- | ---------------------------- |
| 10º            | Erio Castellucci                                  | 2015-atual |                              |
| 9º             | Antonio Lanfranchi                                | 2010-2015  |                              |
| 8º             | Benito Cocchi                                     | 1996-2010  |                              |
| 7º             | Santo Bartolomeu Quadri                           | 1983-1996  |                              |
| 6º             | Bruno Foresti                                     | 1976-1983  | Nomeado Arcebispo de Bréscia |
| 5º             | Giuseppe Amici †                                  | 1956-1976  |                              |
| 4º             | Cesare Boccoleri †                                | 1940-1956  |                              |
| 3º             | Giuseppe Antonio Fernando Bussolari, O.F.M.Cap. † | 1926-1939  |                              |
| 2º             | Natale Bruni †                                    | 1900-1926  |                              |
| 1º             | Carlo Maria Borgognini †                          | 1889-1900  |                              |
| Bispo-auxiliar |                                                   |            |                              |
| 2º             | Bruno Foresti                                     | 1974-1976  | Elevado a Arcebispo          |
| 1º             | Marino Bergonzini                                 | 1953-1957  | Nomeado Bispo de Volterra    |